# Laughtondale
Laughtondale är en del av en befolkad plats i Australien. Den ligger i kommunen Gosford Shire och delstaten New South Wales, i den sydöstra delen av landet, omkring 52 kilometer norr om delstatshuvudstaden Sydney.
Runt Laughtondale är det ganska tätbefolkat, med 207 invånare per kvadratkilometer.. Närmaste större samhälle är Maroota, omkring 11 kilometer sydväst om Laughtondale. 
I omgivningarna runt Laughtondale växer i huvudsak städsegrön lövskog. Genomsnittlig årsnederbörd är 1 286 millimeter. Den regnigaste månaden är februari, med i genomsnitt 201 mm nederbörd, och den torraste är juli, med 36 mm nederbörd.